# 柳原可奈子
柳原可奈子（やなぎはら かなこ，1986年2月3日—）是日本的搞笑藝人。

## 經歷
東京都中野區出身，為獨生女。父親是壽司師傅，母親在柳原19歲去世。幼兒時期曾擔任雜誌模特兒。東京都立小平高等學校普通科外國語課程畢業後開始進行業餘表演。東放學園專門學校東京廣播學院搞笑藝人科（現演藝綜藝節目科）畢業後加入太田製作。2007年起擔任都內的家電量販店Sakuraya（さくらや）代言人，人氣逐漸上升。同時，客群鎖定在10多歲女性的角色形象也逐漸受到注目，在電視節目上的曝光率快速增加。由於聲音極具特色，也有涉獵聲優相關的工作。
2010年3月21日，柳原前往祖母當時居住的廣島市，參加廣島東洋鯉魚的主場開球儀式。
2011年7月17日、18日，在銀座時事通信廳（時事通信ホール）舉行首次個人現場表演《見せたがり女》，9月21日發行DVD。
2012年12月18日，她在網誌上表示目前與父親和祖母同住。2013年3月9日，發布父親於同月6日去世的消息。死因等詳細情形遵照家族意願，選擇不公開。
2013年7月6日，柳原因嚴重頭痛而住院，直到14日才出院。
2019年2月4日，她与一岁大的一般男性结婚。

## 人物
體型肥胖，是著名的胖子女諧星。曾在《男女糾察隊》上表示「因為我人雖胖卻是太平公主，這種體型簡直是奇蹟」。雖然經紀公司是擁有前田敦子、大島優子、指原莉乃等AKB48偶像的太田製作，但本人卻是狂熱早安家族迷，多次在個人主持的廣播節目《柳原可奈子的Wonderful Night》中大談早安家族的話題，而被網友封為「名譽早安迷」。
與市川由衣是中學時代的同班同學。
有吉弘行取的綽號是「人造人19號」。

## 段子
- 主要為單人短劇。
  - 「澀谷109流行服飾店員」
  - 「中央、總武緩行線西船橋站附近的女高中生」
  - 「擔任FM廣播DJ的RICO」
  - 「打工的女大學生Mami（マミ）」
  - 「美容師」
  - 「百貨店化粧品部門的店員」
  - 「OL的午餐」
  - 「造型師北條Maki（マキ）」
  - 「筆者京子」
  - 「美甲師」
  - 「修學旅行的女高中生」
  - 「部落客媽媽」
  - 「職業婦女生田Kayo（カヨ）」
  - 「戀人的Yuki（ユキ）」（與我家3人組（日语：我が家）的爆笑紅劇場合作段子）
  - 「裝內行的女人」（與水果酒（日语：フルーツポンチ (お笑いコンビ)）的THE THREE THEATER合作段子）等。
  - 「交談」（與水果酒村上、SHIZURU（日语：しずる）、狩野的爆笑紅劇場合作段子）
  - 「小學5年級的童星町田陽菜（ひな）」
- 常去咖啡廳與速食店等女高中生們聚集的場所，用筆記本或手機記下女高中生有趣的對話作為段子使用。
- 常在節目上使用「澀谷109流行服飾店員」或「中央、總武緩行線女高中生」等角色的特殊語調。
- 曾表示「思考角色間的關係是最有趣的」。

## 演出

### 固定節目
- 《笑一笑又何妨！》（2007年10月－，富士電視台）周二 → 周一 → 周三固定來賓
- 《笑一笑又何妨！增刊號》（2007年10月－，富士電視台）
- 《小崇小敏×奶油濃湯的Pekepon（日语：タカトシ×くりぃむのペケ×ポン）》（2008年1月－，富士電視台）第一回來賓，後來成為固定來賓
- 《SUKKIRI!!（日语：スッキリ!!）》（2009年4月－，日本電視台）周五娛樂問答的神秘女子配音。
  - 2011年9月22日，本人出現在VTR中
- 《MOSHIMO TOURS（日语：もしもツアーズ）》（2011年10月－，富士電視台）第二代旁白
- 《DRIVE A GO!GO!→ドラGO!（日语：ドラGO!）》（2011年10月－，東京電視台）旁白
- 《大走桃花99（日语：もてもてナインティナイン）》（2011年11月－，TBS）固定來賓
- 《知っとこ!（日语：知っとこ!）》（2012年4月－，MBS）固定來賓
- 《超级潛入！真實觀測器達人（日语：超潜入!リアルスコープハイパー）》（2012年4月－，富士電視台）固定來賓
- 《新進氣鋭（日语：新進気鋭）》（2012年5月－，日本電視台）固定來賓
- 《從空中看日本plus（日语：空から日本を見てみよう）》（2012年10月－，BS JAPAN）旁白（飾 雲見（くもみ））
- 《難以置信！這家店有多好吃（日语：砂羽と可奈子があの街の美味しいギャップ大発見!だけど食堂）》（2013年4月－，朝日放送）固定來賓
- 《可奈子的周末食譜〜女子力上升的秘訣〜》（可奈子の週末レシピ〜女子力アップの秘訣〜）（2013年6月－，BS富士）MC

### 準固定節目
- 《男女糾察隊》（2007年8月28日－，朝日電視台）
- 《幸福的黃色小狗（日语：幸せの黄色い仔犬）》（2009年5月16日－，中京電視台）

### 綜藝節目（單集）
- 《全員逃走中》（2009年1月4日，富士電視台）
- 《BS娛樂「西田、武田的笑MODE」》（BSエンターテイメント「西田・武田の笑モード」）（2010年2月6日，NHK-BS2）
- 《檢索！松平軒》（検索!まつだいら軒）（2010年6月15日，東京電視台）
- 《綜合診療醫DOCTOR G（日语：総合診療医ドクターG）》（2011年8月11日，NHK綜合）
- 《小崇小敏的一年餐廳》（タカアンドトシの1年レストラン）（2012年7月8日，北海道文化放送）
- 《KIRA KIRA AFRO（日语：きらきらアフロ）》（2013年1月17日，東京電視台）飾 雲見（くもみ）（與從空中看日本（日语：空から日本を見てみよう）的合作企劃中擔任配音）

### 連續劇
- 《鬼嫁日記2》（2007年4月～6月，關西電視台）飾 丸山美加
- 《超能少女七瀨（日语：七瀬ふたたび）》（2008年10月～12月，NHK綜合）飾 真弓瑠璃
- 《粉紅系男孩》（2009年8月～11月，富士電視台）飾 花澤夢子
- 《霧之旗》（2010年3月16日，日本電視台）飾 池上信子
- 《貓辯（日语：猫弁）》（2012年4月23日，TBS）飾 壽春美[14]
- 《破案怪獸》（2012年10月～12月，TBS）飾 高野惠美
- 《貓辯2（日语：猫弁）》（2013年4月22日，TBS）飾 壽春美

### 廣播
- 《柳原可奈子的Wonderful Night（日语：柳原可奈子のワンダフルナイト）》（2010年7月－，日本放送冠名節目）

### CM
- TOYOTA（2007年）
- Sakuraya（さくらや）（2007年）
- 三得利罐裝咖啡BOSS（2007年）
- 髮膠明星夢（2007年）旁白
- 髙野友梨美容診所（たかの友梨ビューティークリニック）（2008年）
- Round1（2008年）
- 小學館《週刊少年Sunday》（2008年）
- 阪急交通社（2008年 - 2009年）
- 100滿伏特（100満ボルト）（2008年）
- 朝日飲料 WONDA ZEROMAX（2009年）
- Happy Collection（ハピコレ）（2009年-）
- パクロス（2009年-2010年）
- 彩券（宝くじ）「年末Japon彩券」（年末ジャンボ宝くじ）（2009年）
- 鹽野義製藥「青春痘問答」（ニキビのクイズ）（2010年-）
- 明星食品「嗩吶泡麵」（チャルメラ）（2010年）
- Circle K Sunkus（2010年）
- 超立體口罩（超立体マスク）（2012年）

### 電影
- 《それいけ!アンパンマン ヒヤヒヤヒヤリコとばぶ・ばぶばいきんまん》（東京劇場，2008年7月）飾 ヒヤリコ
- 《虛幻的邪馬台國》（東映，2008年11月）飾 玉子
- 《矢島美容室電影版：尋夢內華達（日语：矢島美容室 THE MOVIE 〜夢をつかまネバダ〜）》（2010年4月29日，松竹）飾 神秘黑人女主唱
- 《兒童警察》（東寶，2013年3月20日）飾 面試會場的助理

### 動畫
- 《元氣媽媽》（2010年）飾 西服店店員
- 《海螺小姐》（2012年7月22日、富士電視台）飾 地引網的參加者

### 遊戲
《模型少女AWAKE》（水咲）

## DVD
- 《柳原可奈子 初単独ライブ「見せたがり女」》（波麗佳音，2011年9月21日）

## 書籍

### 著作
- 《柳原可奈子の気になっちゃう感じですか?》（幻冬舍，2009年5月）

### 雜誌
- 《全方位型お笑いマガジン コメ旬 comedy-junpo Vol.1》（電影旬報社，2011年4月21日）

## 備註
1. 1 2 3  急逝した柳原可奈子の父「野菜をとれ」と手作り弁当持たせる （页面存档备份，存于）『女性セブン』（2013年3月28日号）
2. ↑  2009年3月13日《さんま＆くりぃむの第２回芸能界 マル秘 個人情報グランプリ》公布
3. ↑  .   [2013-10-31]. （原始内容存档于2021-02-05）.
4. ↑  . J-CAST NEWS. 2007-10-01.[永久]
5. ↑  日刊體育2010年3月22日廣島版1面
6. ↑  . yaplog! 柳原可奈子オフィシャルブログ「泳ぐジッポとルードボーイ」. 2010-03-21  [2013-03-11]. （原始内容存档于2016-03-04）.
7. ↑  . 日刊體育. 2011-07-07  [2013-10-29]. （原始内容存档于2016-03-04）.
8. ↑  . yaplog! 柳原可奈子オフィシャルブログ「泳ぐジッポとルードボーイ」. 2012-12-18  [2013-03-09]. （原始内容存档于2017-04-05）.
9. ↑  . 中日スポーツ【芸能・社会】. 2013-03-10  [2013-03-10]. （原始内容存档于2013-03-13）.
10. ↑  . 日刊體育. 2013-07-17  [2013-10-29]. （原始内容存档于2016-03-04）.
11. ↑  . 環球網. 2013-07-17  [2013-10-29]. （原始内容存档于2016-03-04）.
12. ↑  2007年10月11日撥出的《男女糾察隊》女星時尚大賽
13. ↑  . TechInsight. 2011-11-15  [2013-10-29]. （原始内容存档于2016-03-05）.
14. ↑  . TV DOGATCH. 2012-02-03  [2013-03-12]. （原始内容存档于2013-11-10）.

## 外部連結
- 太田製作個人檔案
- yaplog! 柳原可奈子官方網誌「泳ぐジッポとルードボーイ」 （页面存档备份，存于）